# Indianapolis 500 in 2006
De 90e Indianapolis 500 werd gereden op zondag 28 mei 2006 op de Indianapolis Motor Speedway. Het was de elfde keer dat de race op de kalender stond van het Indy Racing League kampioenschap en het was de vierde race uit de IndyCar Series van 2006. Amerikaans coureur Sam Hornish Jr. won de race in een wagen van Penske Racing. Het was zijn zevende deelname op rij en eerste overwinning. Hij won later dat jaar het IndyCar kampioenschap.

## Startgrid
De geplande kwalificatieritten van 13 en 14 mei konden niet gehouden worden wegens regenweer en de coureurs moesten wachten tot 20 mei om de kwalificaties te rijden. Sam Hornish Jr. won de poleposition. Canadees coureur Marty Roth kon zich niet kwalificeren.
| Rij | Binnen            | Midden            | Buiten           |
| --- | ----------------- | ----------------- | ---------------- |
| 1   | Sam Hornish Jr.   | Hélio Castroneves | Dan Wheldon      |
| 2   | Scott Dixon       | Tony Kanaan       | Vitor Meira      |
| 3   | Kosuke Matsuura   | Scott Sharp       | Marco Andretti   |
| 4   | Danica Patrick    | Tomas Scheckter   | Ed Carpenter     |
| 5   | Michael Andretti  | Buddy Rice        | Townsend Bell    |
| 6   | Bryan Herta       | Dario Franchitti  | Max Papis        |
| 7   | Eddie Cheever     | P.J. Chesson      | Felipe Giaffone  |
| 8   | Jeff Bucknum      | Larry Foyt        | Jaques Lazier    |
| 9   | Buddy Lazier      | Jeff Simmons      | Al Unser Jr.     |
| 10  | Roger Yasukawa    | Airton Daré       | Stéphan Grégoire |
| 11  | Arie Luyendyk jr. | P.J. Jones        | Thiago Medeiros  |

## Race
Zeven verschillende coureurs hebben aan de leiding gereden tijdens de race, waarvan Dan Wheldon, de winnaar van de race het vorige jaar, het grootste aantal. Hij reed 148 van de 200 ronden aan de leiding, maar werd ingehaald door Tony Kanaan zeventien ronden voor het einde van de race. Met nog negen ronden te gaan crashte Felipe Giaffone en kwam tijdens de neutralisatie Michael Andretti aan de leiding van de race omdat de wagens voor hem nog een laatste pitstop lieten uitvoeren. Met nog vijf ronden te gaan werd de race hervat. Drie ronden voor het einde werd Michael Andretti voorbijgereden door zijn zoon Marco, die aan zijn eerste Indy 500 bezig was en werd Michael eveneens voorbijgereden door Sam Hornish Jr., die van poleposition was vertrokken. In de allerlaatste ronde kon Hornish de jonge Andretti voorbijrijden en won met 0,0635 voorsprong, het tweede kleinste verschil tussen winnaar en tweede in de geschiedenis van de race. Zoon en vader Andretti werden respectievelijk tweede en derde. Wielrenner Lance Armstrong bestuurde de safety car tijdens de race.
| #                                                                             | Coureur               | Auto          | Team                         | Ronden | Opgave     |
| ----------------------------------------------------------------------------- | --------------------- | ------------- | ---------------------------- | ------ | ---------- |
| 1                                                                             | Sam Hornish Jr.       | Dallara-Honda | Team Penske                  | 200    |            |
| 2                                                                             | Marco Andretti (R)    | Dallara-Honda | Andretti Green Racing        | 200    |            |
| 3                                                                             | Michael Andretti      | Dallara-Honda | Andretti Green Racing        | 200    |            |
| 4                                                                             | Dan Wheldon           | Dallara-Honda | Chip Ganassi Racing          | 200    |            |
| 5                                                                             | Tony Kanaan           | Dallara-Honda | Andretti Green Racing        | 200    |            |
| 6                                                                             | Scott Dixon           | Dallara-Honda | Chip Ganassi Racing          | 200    |            |
| 7                                                                             | Dario Franchitti      | Dallara-Honda | Andretti Green Racing        | 200    |            |
| 8                                                                             | Danica Patrick        | Panoz-Honda   | Rahal Letterman Racing       | 200    |            |
| 9                                                                             | Scott Sharp           | Dallara-Honda | Fernandez Racing             | 200    |            |
| 10                                                                            | Vitor Meira           | Dallara-Honda | Panther Racing               | 200    |            |
| 11                                                                            | Ed Carpenter          | Dallara-Honda | Vision Racing                | 199    |            |
| 12                                                                            | Buddy Lazier          | Dallara-Honda | Dreyer & Reinbold Racing     | 199    |            |
| 13                                                                            | Eddie Cheever         | Dallara-Honda | Team Cheever                 | 198    |            |
| 14                                                                            | Max Papis             | Dallara-Honda | Team Cheever                 | 197    |            |
| 15                                                                            | Kosuke Matsuura       | Dallara-Honda | Super Aguri Fernandez Racing | 196    |            |
| 16                                                                            | Roger Yasukawa        | Panoz-Honda   | Playa Del Racing             | 194    |            |
| 17                                                                            | Jaques Lazier         | Panoz-Honda   | Playa Del Racing             | 193    |            |
| 18                                                                            | Airton Daré           | Panoz-Honda   | Sam Schmidt Motorsports      | 193    |            |
| 19                                                                            | P.J. Jones            | Panoz-Honda   | Team Leader Motorsports      | 189    |            |
| 20                                                                            | Bryan Herta           | Dallara-Honda | Andretti Green Racing        | 188    |            |
| 21                                                                            | Felipe Giaffone       | Dallara-Honda | A. J. Foyt Enterprises       | 177    | Ongeval    |
| 22                                                                            | Townsend Bell (R)     | Dallara-Honda | Vision Racing                | 161    | mechanisch |
| 23                                                                            | Jeff Simmons          | Panoz-Honda   | Rahal Letterman Racing       | 152    | Ongeval    |
| 24                                                                            | Al Unser Jr.          | Dallara-Honda | Dreyer & Reinbold Racing     | 145    | Ongeval    |
| 25                                                                            | Hélio Castroneves     | Dallara-Honda | Team Penske                  | 109    | Ongeval    |
| 26                                                                            | Buddy Rice            | Panoz-Honda   | Rahal Letterman Racing       | 108    | Ongeval    |
| 27                                                                            | Tomas Scheckter       | Dallara-Honda | Vision Racing                | 65     | Ongeval    |
| 28                                                                            | Arie Luyendyk jr. (R) | Panoz-Honda   | Luyendyk Racing              | 54     | mechanisch |
| 29                                                                            | Stéphan Grégoire      | Panoz-Honda   | Team Leader Motorsports      | 49     | mechanisch |
| 30                                                                            | Larry Foyt            | Dallara-Honda | A. J. Foyt Enterprises       | 43     | mechanisch |
| 31                                                                            | Thiago Medeiros (R)   | Panoz-Honda   | PDM Racing                   | 24     | mechanisch |
| 32                                                                            | Jeff Bucknum          | Dallara-Honda | Hemelgarn                    | 1      | Ongeval    |
| 33                                                                            | P. J. Chesson (R)     | Dallara-Honda | Hemelgarn Racing             | 1      | Ongeval    |
| Gemiddelde snelheid : 252,804 km/h - Snelste ronde : Scott Dixon, 356,07 km/h |                       |               |                              |        |            |
| Aantal neutralisaties : 5 (44 van de 200 ronden in totaal)                    |                       |               |                              |        |            |